# Зоя (фильм, 2020)
«Зо́я» (другие варианты названия — «Страсти о Зое», «Страсти по Зое») — военно-исторический художественный фильм российских режиссёров Леонида Пляскина и Максима Бриуса, посвящённый судьбе Зои Космодемьянской. Главную роль в нём сыграла Анастасия Мишина. Премьера фильма состоялась 13 декабря 2020 года на XXVIII Фестивале российского кино «Окно в Европу» в Выборге, на широкий экран картина вышла 28 января 2021 года. Она получила преимущественно негативные отзывы со стороны критиков и зрителей.

## Сюжет
Действие фильма происходит в 1941 году. Первая сцена изображает московскую школу № 201, где Зоя беззаботно танцует вальс. Голос диктора сообщает о вторжении германской армии. Друг Зои Женя отправляется на фронт и вскоре погибает. Зоя, чтобы отомстить за него, идёт на призывной пункт. Благодаря хорошему знанию немецкого языка она попадает в разведшколу, после тренировок в учебном лагере отправляется на фронт.
Разведгруппа Зои успешно справляется с первым заданием — подрывает немецкую колонну на волоколамском направлении. Затем ей поручают уничтожить пункт связи в деревне Петрищево. Зоя попадает в плен, подвергается истязаниям (в том числе избиению плетью и групповому изнасилованию), но остаётся несломленной. На следующий день её вешают как поджигательницу. На эшафоте Зоя призывает жителей деревни не бояться смерти и убивать фашистов.
Посмертно Зоя становится первой женщиной, удостоенной во время Великой Отечественной войны звания Героя Советского Союза.

## В ролях
- Анастасия Мишина — Зоя[1][2][3]
- Анна Уколова — Аграфена Смирнова
- Вольфганг Черни — гауптман Эрих Зоммер
- Ольга Лапшина — Авдотья Воронина
- Дарья Юргенс — Любовь Тимофеевна Космодемьянская, мама Зои
- Артём Курень — Шура Космодемьянский, брат Зои
- Дмитрий Быковский — Семён Свиридов
- Геннадий Яковлев — Матвей Алексеевич Цветков, инструктор диверсионной школы
- Евгений Романцов — Борис Крайнов
- Михаил Грищенко — Женя Васильев
- Александр Вонтов — Сталин
- Сергей Гамов —  Поскрёбышев
- Юрий Уткин — полковник Людвиг Рюдерер
- Евгений Санников — обер-лейтенант Марк Ратенви
- Никита Кологривый — Клубков
- Жан-Марк Биркхольц — комендант Дирк Зоненштраль
- Миндаугас Папинигис — Карл Бейерлейн
- Полина Филоненко — Мария Седова
- Елена Шабад — Федосья Солина
- Карина Разумовская — Прасковья Кулик
- Руслан Чернецкий — Артур Спрогис
- Евгения Кузнецова — Вера Волошина
- Сергей Яценюк — Александр Шелепин

## Производство

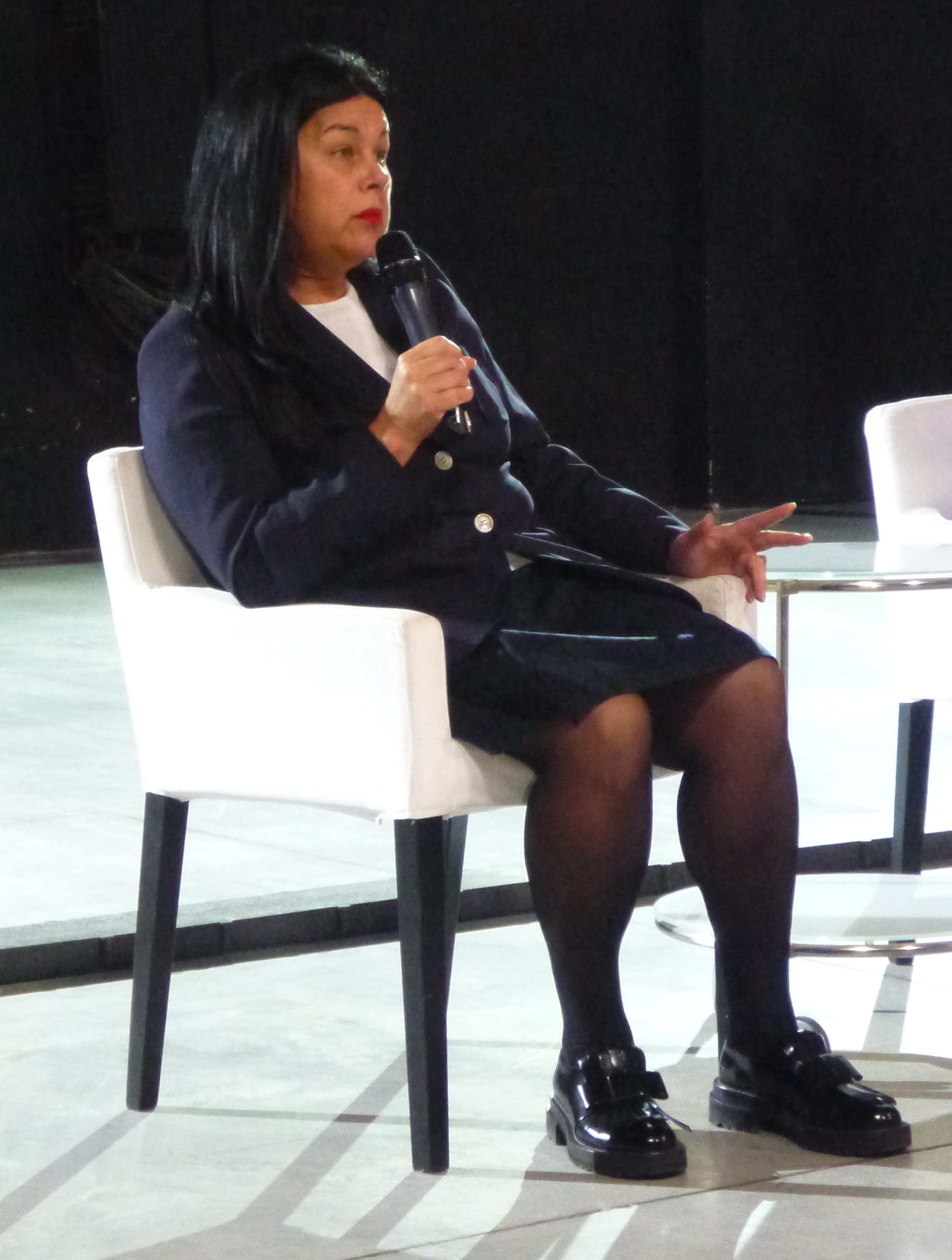
Продюсер фильма «Зоя» Инесса Юрченко («Триикс медиа») представляет картину в Екатеринбурге, 7 мая 2021 года

Впервые идея снять художественный фильм о Зое Космодемьянской была озвучена 27 ноября 2016 года министром культуры России Владимиром Мединским. Он же предложил и условное название будущей киноленты — «Страсти о Зое». Создание фильма инициировало «Российское военно-историческое общество» (РВИО). 9 декабря 2016 года, в День Героев Отечества, оно объявило первый этап конкурса на создание сценария.
Работа над проектом началась в 2017 году: режиссёром стал Егор Кончаловский, сценарий написала Елизавета Трусевич. При этом подчёркивалось, что сюжет построен исключительно на документах и свидетельствах очевидцев, недостоверной информации, включая разного рода «мифы о войне», там нет.
В основу картины лёг сценарий, написанный Андреем Назаровым и Леонидом Пляскиным. Режиссёром стал Пляскин, позже к нему присоединился Максим Бриус. Производством занималась «Киностудия имени Максима Горького» (Москва) при участии РВИО и при финансовой поддержке Министерства культуры Российской Федерации, выделившего на создание фильма 60 миллионов рублей. На сайте РВИО был открыт сбор пожертвований на те же цели, и всего было собрано около 600 тысяч рублей.
Актер Вольфганг Черни, сыгравший гауптмана Эриха Зоммера, сначала отказался от роли, так как не хотел играть садиста. В итоге эту роль переписали: Зоммер нет в числе мучителей, он видит в Зое единомышленника и пытается её спасти.
Первые съёмки проходили с 10 по 13 февраля 2019 года в Белоруссии. Отдельные сцены снимались в деревне Забродье Вилейского района Минской области, где с трудом нашли сохранившиеся с довоенных лет деревенские постройки. 19 апреля 2019 года съёмки картины закончились. Изначально прокат фильма планировалось приурочить к 75-летию победы в войне (9 мая 2020 года), но из-за пандемии COVID-19 его пришлось отложить.
«Зоя» стала фильмом закрытия XXVIII Фестиваля российского кино «Окно в Европу» (7—13 декабря 2020) в Выборге. Премьерный показ состоялся 13 декабря 2020 года в кинотеатре «Выборг-Палас». На широкий экран фильм вышел 28 января 2021 года.

## Оценки
Фильм получил ряд отрицательных и резко негативных отзывов со стороны историков, журналистов, деятелей искусства. Разгромные рецензии выпустили Коммерсантъ, Литературная газета, Независимая газета, Кино Mail.ru. Единственный положительный обзор был опубликован InterMedia. Критики отмечают несоответствие многих показанных в фильме событий историческим фактам, нарушения логики, плоскость персонажей, неудачный подбор актёров, неуместные сцены. Критике подверглась деидеологизация образа Зои Космодемьянской, бывшей в реальности убеждённой коммунисткой.
8 июня 2021 года известный российский киноблогер Евгений Баженов (он же BadComedian) опубликовал на своем YouTube-канале критический обзор фильма под названием «ЗОЯ (Спасение рядового Иисуса)». Одна из его претензий к создателям «Зои» — искажение фактов и неуместное использование религиозного подтекста. По словам блогера, в картине Космодемьянскую с помощью сценарных и визуальных приёмов показывают как сентиментальную женщину и святую мученицу, что не соответствует её образу, который формируется мемуарами и научными работами, — серьёзного, спокойного, отважного человека. Бывший министр культуры России, председатель РВИО Владимир Мединский в интервью на YouTube-канале «Metametrica» назвал обзор Баженова измывательством над памятью о Зое, сказав при этом, что обзор он не смотрел, а знает о его содержании по детальному пересказу. Мединский признал, что не смотрел фильм и не знаком с историей Зои, а от неудобных вопросов на исторические темы уклонился, назвав себя журналистом, а не историком. Баженов подробно ответил на претензии Мединского, опубликовав объемный пост в своем Telegram-канале.
Кинокритик Лариса Малюкова назвала «Зою» худшим фильмом 2021 года.
Награды
- 2021 — Международный фестиваль военного кино имени Ю. Н. Озерова — «Золотой меч» за лучший фильм и лучшую женскую роль (Анастасия Мишина)[33]